# ProAgro
ProAgro Group – українська інформаційно-аналітична компанія, що спеціалізується на висвітленні новин аграрного ринку, 
підготовці галузевої аналітики та організації бізнес-подій.

## Історія
Компанія була заснована 2002 року Миколою Верницьким, одним із провідних вітчизняних аграрних аналітиків Чорноморського регіону, як консалтингове та аналітичне агентство в галузі АПК. За наступні 15 років ProAgro розширилась до групи компаній, започаткувавши аграрне видання та почавши організовувати комерційні події, форуми, курси, виставки та конференції. Наразі ProAgro є організатором найбільших щорічних бізнес-форумів на аграрному ринку України.

## Форуми
Grain Storage Forum ELEVATOR – найбільший за кількістю учасників та представленістю компаній форум галузей зберігання, переробки, логістики та трейдингу сільськогосподарської продукції.
Захід щороку збирає представників влади, бізнесу (елеватористів, переробників зерна, постачальників, будівельників, логістів, трейдерів тощо) та науки для обговорення актуальних проблем та можливостей сталого розвитку галузі зберігання й переробки продукції рослинництва, а також сприяння впровадженню сучасних інноваційних рішень у галузь.

## Інші напрямки діяльності
Спеціалізованими напрямками діяльності компанії є:
- створення комплексних рішень щодо просування товарів та послуг на аграрний ринок
- організація ділових подій для АПК
- дослідження, статистика і прогнози сегментів аграрного ринку
- створення бізнес-планів
- випуск щоденних актуальних новин аграрних ринків України та світу